# Rebel Heart
Rebel Heart és una cançó del grup irlandès de folk/pop/rock, The Corrs, del seu tercer àlbum In Blue. És una cançó instrumental amb influències celtes amb violí, bodhrán i tin whistle. Fou composta per Sharon Corr i per encàrrec de la BBC per a la minisèrie Rebel Heart, i que més tard The Corrs van incorporar al seu disc. Fou nominada el 2001 als premis Grammy per la "Millor cançó instrumental pop". Segons la web oficial de The Corrs, Sharon va comentar:
| « | “La vaig escriure en Malibu al piano quan estàvem gravant Talk On Corners. Es va quedar aparcada durant molt de temps i després la BBC estava buscant música per la seva gran obra de teatre de tardor sobre l'Aixecament de Pasqua de 1916 a Irlanda. Tenia [la cançó] una melodia molt irlandesa i afegim el tin whistle i tot i era idònia per a això.” | » |